# Anna Smith
Anna Smith (Sanderstead, 14 agosto 1988) è un'ex tennista britannica.

## Statistiche WTA

### Doppio

#### Vittorie (1)
| Legenda               |
| --------------------- |
| Grande Slam (0)       |
| Ori Olimpici (0)      |
| WTA Finals (0)        |
| Premier Mandatory (0) |
| Premier 5 (0)         |
| Premier (0)           |
| International (1)     |

| N. | Data           | Torneo                                  | Superficie  | Compagna        | Avversarie in finale             | Punteggio        |
| 1. | 27 maggio 2017 | Nürnberger Versicherungscup, Norimberga | Terra rossa | Nicole Melichar | Kirsten Flipkens Johanna Larsson | 3-6, 6-3, [11-9] |

#### Sconfitte (5)
| Legenda               |
| --------------------- |
| Grande Slam (0)       |
| Argenti Olimpici (0)  |
| WTA Finals (0)        |
| Premier Mandatory (0) |
| Premier 5 (0)         |
| Premier (1)           |
| International (4)     |

| N. | Data              | Torneo                           | Superficie  | Compagna        | Avversarie in finale                   | Punteggio        |
| 1. | 20 luglio 2014    | Swedish Open, Båstad             | Terra rossa | Jocelyn Rae     | Andreja Klepač María Teresa Torró Flor | 1-6, 1-6         |
| 2. | 14 giugno 2015    | Nottingham Open, Nottingham      | Erba        | Jocelyn Rae     | Raquel Kops-Jones Abigail Spears       | 6-3, 3-6, [9-11] |
| 3. | 17 settembre 2016 | Japan Women's Open Tennis, Tokyo | Cemento     | Jocelyn Rae     | Shūko Aoyama Makoto Ninomiya           | 3-6, 3-6         |
| 4. | 20 ottobre 2017   | Kremlin Cup, Mosca               | Cemento (i) | Nicole Melichar | Tímea Babos Andrea Hlaváčková          | 2-6, 6-3, [3-10] |
| 5. | 29 aprile 2018    | Istanbul Cup, Istanbul           | Terra rossa | Xenia Knoll     | Liang Chen Zhang Shuai                 | 4-6, 4-6         |

## Circuito WTA 125

### Doppio

#### Sconfitte (1)
| N. | Data             | Torneo                         | Superficie  | Compagna        | Avversarie in finale        | Punteggio |
| 1. | 20 novembre 2016 | Engie Open de Limoges, Limoges | Cemento (i) | Renata Voráčová | Elise Mertens Mandy Minella | 4-6, 4-6  |